# Pacte de Madrid (1983)
El Pacte de Madrid de 1983 va ser l'acord establert el 30 de maig de 1983 entre Aliança Popular i Unió Mallorquina, en el despatx de Madrid del financer Carles March, per garantir la investidura com a primer president del Govern de les Illes Balears de Gabriel Cañellas i Fons.
Les eleccions autonòmiques de maig de 1983 havien donat un resultat equilibrat, 21 escons cada un, entre PP i PSOE; el PSM havia obtengut 2 diputats a Mallorca i 2 a Menorca (PSM-Agrupament d'Esquerres); UM n'obtingué 6 als quals s'hi sumaren un diputat del PDL per Eivissa i un independent per Menorca. Era evident que UM podia pactar amb l'esquerra (PSOE i PSM) o fer-ho amb la dreta (AP-PDP-UL). En aquestes circumstàncies va ser decisiva la intervenció dels poders econòmics i socials vinculats a la Mallorca conservadora. El financer Carles March, net de Joan March i Ordines, va tenir un paper important, actuant de mediador. Finalment el pacte va ser signat per Gabriel Cañellas (AP), Abel Matutes (AP), Carles March i Jeroni Albertí (UM). L'acord establia una divisió d'influència institucional: el president del Govern Balear seria Gabriel Cañellas i el president del Consell Insular de Mallorca seria Jeroni Albertí. El president del Parlament seria Antoni Cirerol (AP).
La importància de l'acord, en les condicions que va ser signat, és que establia una aliança entre el centredreta i la dreta, sostenguda pels poders econòmics, que feia molt difícil un govern progressista a les Illes Balears. De fet fins a l'any 1999 no hi ha haver un canvi polític, mantenint-se el govern de la dreta en el període de setze anys comprès entre 1983 i 1999. Jeroni Albertí, anys després, va declarar que havia actuat sota pressió, condicionat per uns avals bancaris. Sense aquestes circumstàncies personals, segons les seves pròpies declaracions, Albertí no hagués anat a Madrid. Amb tot, Albertí recordava que en el seu propi partit, UM, la majoria de batles volien l'acord amb el PP.
Sembla que en el procés de pacte hi intervingueren altres personatges com Gabriel Escarrer, Biel Burguera (l'amo de sa Vall), Francesc Albertí Palau (president de la CAEB) i Pau Català (president de la Cambra de Comerç). El document de l'acord va restar a una caixa forta de la Banca March com a garantia de compliment. En l'actualitat se'l suposa destruït o desaparegut.